# Goddess in the Doorway
Goddess in the Doorway is het 4e soloalbum van Mick Jagger, de zanger van The Rolling Stones, uitgegeven in 2001.

## Tracklist
Alle nummers zijn geschreven door Mick Jagger tenzij anders vermeld.
1. Visions of Paradise (Mick Jagger, Rob Thomas, Matt Clifford) – 4:02
2. Joy – 4:41
3. Dancing in the Starlight – 4:06
4. God Gave Me Everything (Mick Jagger, Lenny Kravitz) – 3:34
5. Hide Away – 4:31
6. Don't Call Me Up – 5:14
7. Goddess in the Doorway (Mick Jagger, Matt Clifford) – 4:56
8. Lucky Day – 4:51
9. Everybody Getting High – 3:55
10. Gun (Mick Jagger, Matt Clifford) – 4:39
11. Too far Gone – 4:34
12. Brand New Set Of Rules – 7:39

B-kanten:
1. "Blue" (Mick Jagger) – 5:40
2. "If Things Could Be Different" (Mick Jagger)" – 4:49

## Muzikanten
- Robert Aaron - keyboard, hoorn, fluit
- Kenny Aronoff - drums
- Ian Thomas Band - drums
- Bono - zang
- Lenny Castro - percussie
- Paul Clarvis - percussie
- Matt Clifford - piano, hammondorgel, Fender Rhodes, mellotron, keyboard, synthesizer, achtergrondzang, programmering, drumprogrammering, strijkersarrangement, hoornarrangement
- Kyle Cook - gitaar
- Mike Dolan - gitaar
- Jerry Duplessis - bas
- Christian Frederickson - bas
- Marti Frederiksen - gitaar, akoestische gitaar, drums, achtergrondzang, drumloop, stringarrangement
- Martin "Max" Heyes - drumprogrammering
- Elizabeth Jagger - achtergrondzang
- Georgia May Jagger - achtergrondzang
- Mick Jagger - (lead)zang, gitaar, akoestische gitaar, slide-gitaar, mondharmonica, percussie, achtergrondzang
- Wyclef Jean - elektrische gitaar, Spaanse gitaar
- Jim Keltner - drums
- Steve Knightley - cello
- Lenny Kravitz - elektrische gitaar, bas, drums, tamboerijn, achtergrondzang
- Milton McDonald - gitaar
- Joe Perry - gitaar
- Mikal Reid - trompet, loop-programmering
- Craig Ross - 12-snarige akoestische gitaar
- Neil Sidewell - trombone
- Steve Sidwell - trompet
- Phil Spalding - bas
- Rob Thomas - achtergrondzang
- Pete Townshend - gitaar
- Ruby Turner - achtergrondzang
- Chris White - tenorsaxofoon

## Hitlijsten
Album
| Jaar | Hitlijst          | Notering |
| ---- | ----------------- | -------- |
| 2001 | UK Top 75 Albums  | 44       |
| 2001 | The Billboard 200 | 39       |
| 2002 | The Billboard 200 | 103      |

Singles
| Jaar | Single                   | Hitlijst               | Notering |
| ---- | ------------------------ | ---------------------- | -------- |
| 2001 | "God Gave Me Everything" | Mainstream Rock Tracks | 24       |
| 2002 | "Visions Of Paradise"    | UK Top 75 Singles      | 43       |